# Have a Ball
Have a Ball is het debuutalbum van de Amerikaanse punk- en coverband Me First and the Gimme Gimmes. Het album werd oorspronkelijk uitgegeven op 29 juli 1997 via Fat Wreck Chords, het platenlabel van bassist Fat Mike. Op 24 augustus 2010 werd de vinylversie van het album heruitgegeven.
Het album bevat covers van hits uit de jaren 60 en 70, met uitzondering van het nummer "Uptown Girl" van Billy Joel, dat oorspronkelijk werd uitgegeven in 1983.

## Nummers
1. "Danny's Song" (The Loggins and Messina) - 2:10
2. "Leaving on a Jet Plane" (Chad Mitchell Trio) - 2:32
3. "Me and Julio Down By the Schoolyard" (Paul Simon) - 2:42
4. "One Tin Soldier" (The Original Caste) - 2:01
5. "Uptown Girl"  (Billy Joel) - 2:22
6. "I Am a Rock" (Simon & Garfunkel) - 2:04
7. "Sweet Caroline" (Neil Diamond) - 2:53
8. "Seasons in the Sun" (Terry Jacks) - 2:27
9. "Fire and Rain" (James Taylor) - 1:24
10. "Nobody Does It Better" (Carly Simon) - 2:28
11. "Mandy" (Barry Manilow) - 2:27
12. "Rocket Man" (Elton John) - 3:15

## Band
- Spike Slawson - zang
- Chris Shiflett - gitaar
- Joey Cape - slaggitaar
- Fat Mike - basgitaar
- Dave Raun - drums